# Ponera clavicornis
Ponera clavicornis är en myrart som beskrevs av Carlo Emery 1900. Ponera clavicornis ingår i släktet Ponera och familjen myror. Inga underarter finns listade i Catalogue of Life.

## Bildgalleri

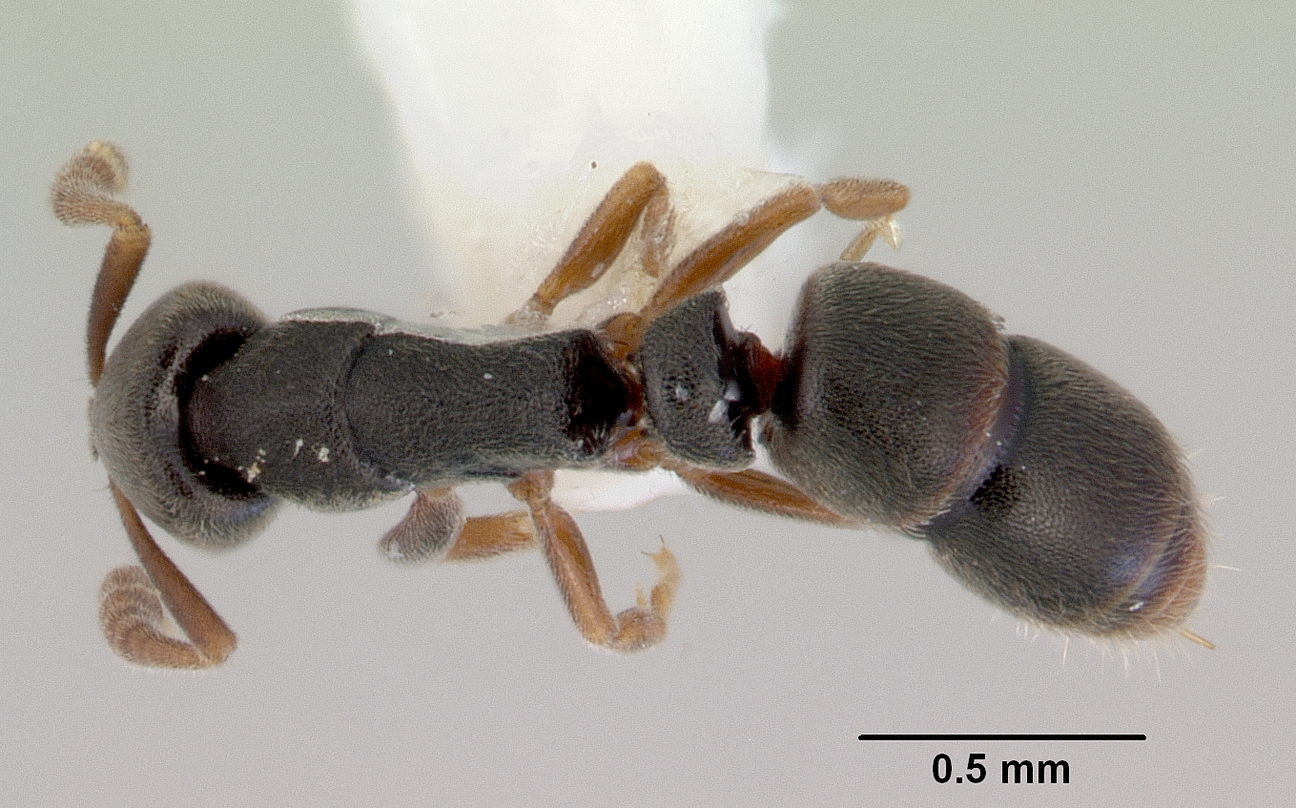
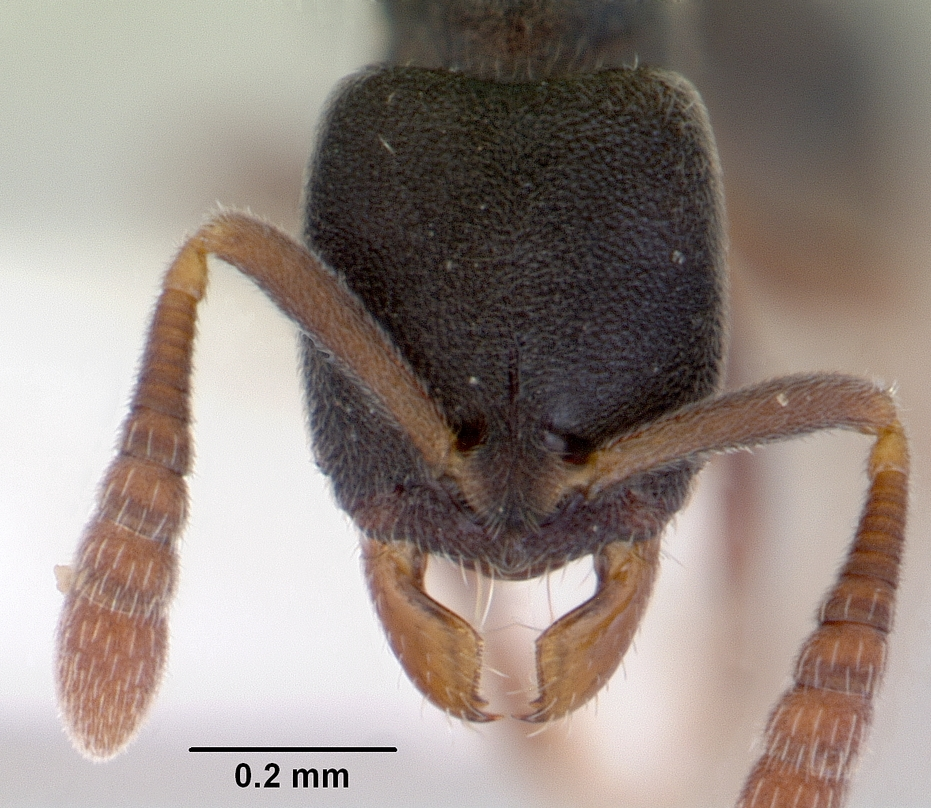
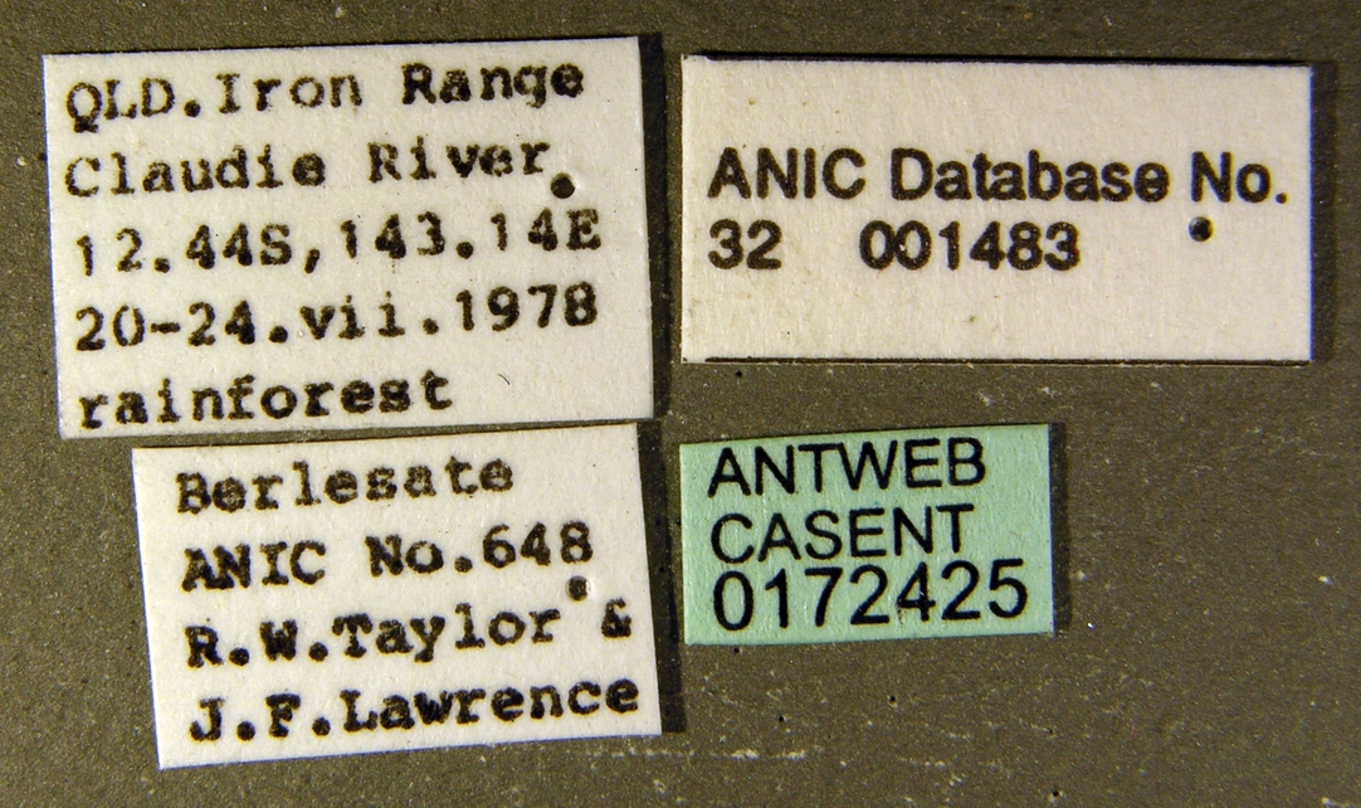
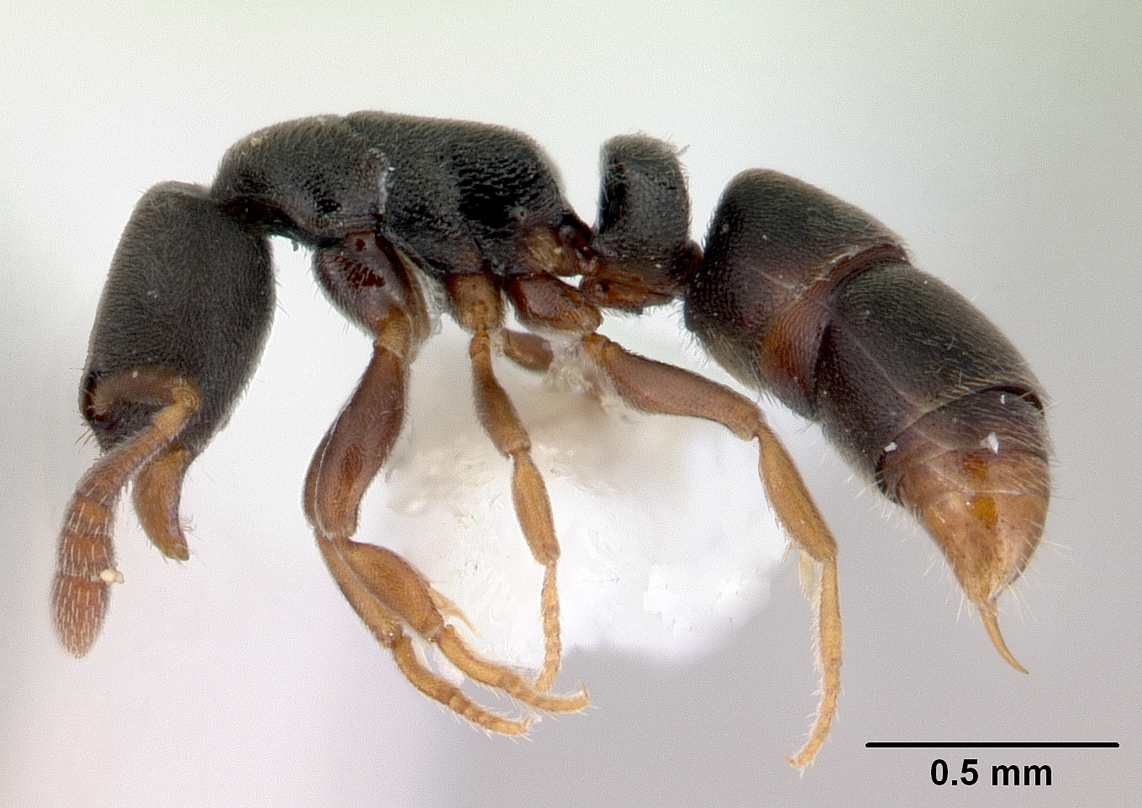
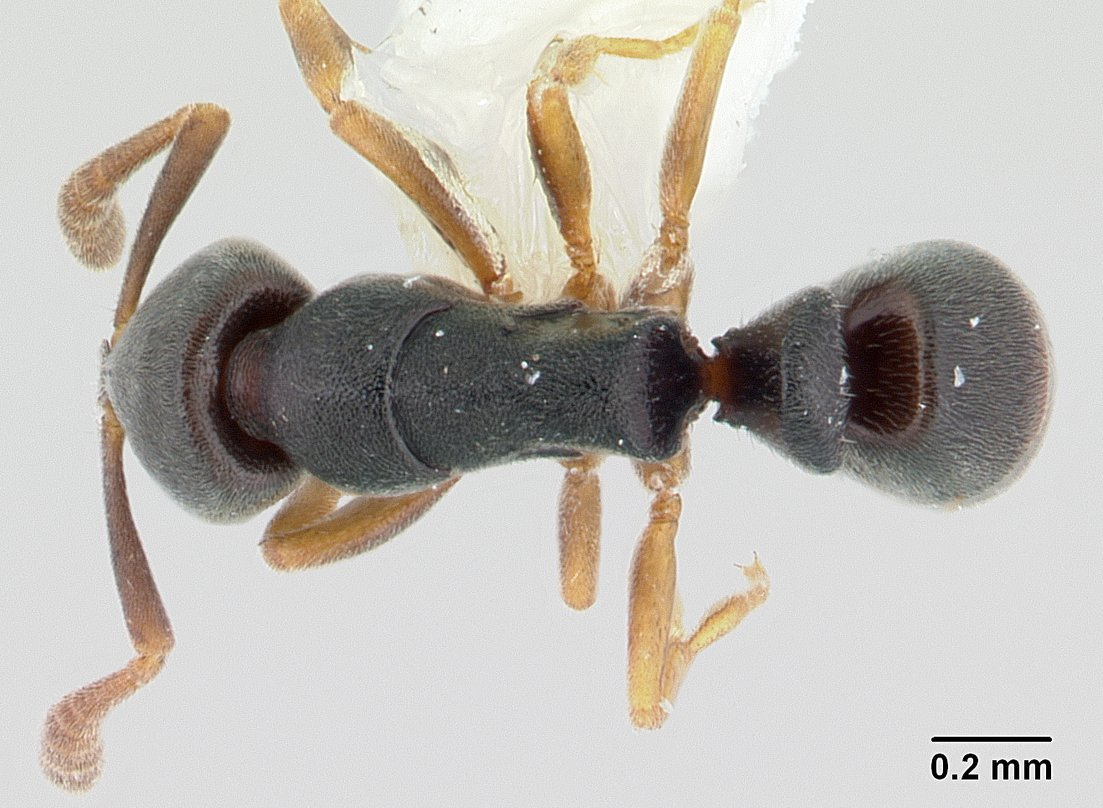
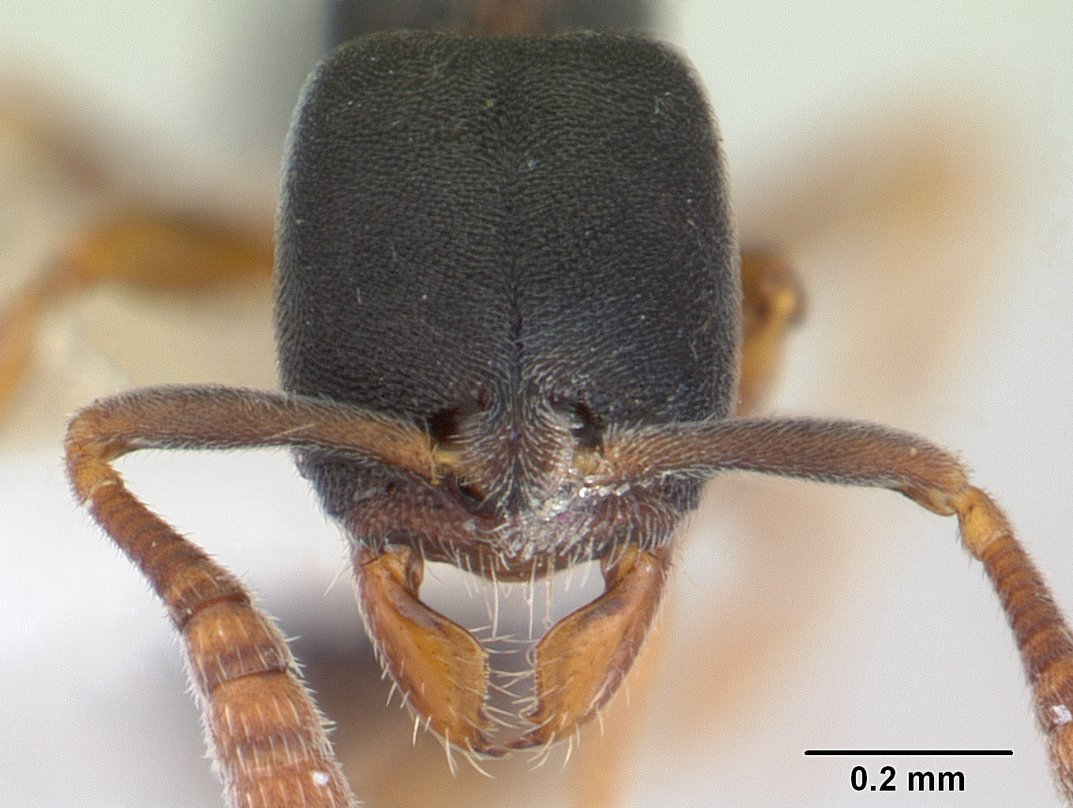